# براد سميث
براد سميث (بالإنجليزية: Brad Smith)‏ (15 مارس 1965 دالاس الولايات المتحدة - ) هو لاعب كرة قدم أمريكي يلعب كمهاجم.